# Maharanga
Maharanga es un género de plantas con flores perteneciente a la familia Boraginaceae. Comprende 11 especies descritas y de estas solo 5 aceptadas.

## Taxonomía
El género fue descrito por Alphonse Pyrame de Candolle y publicado en Prodromus Systematis Naturalis Regni Vegetabilis 10: 71. 1846.

## Especies aceptadas
A continuación se brinda un listado de las especies del género Maharanga aceptadas hasta septiembre de 2013, ordenadas alfabéticamente. Para cada una se indica el nombre binomial seguido del autor, abreviado según las convenciones y usos.
- Maharanga bicolor (Wall. ex G. Don) A. DC.
- Maharanga dumetorum (I.M. Johnst.) I.M. Johnst.
- Maharanga emodi (Wall.) A. DC.
- Maharanga lycopsioides (C.E.C. Fisch.) I.M. Johnst.
- Maharanga microstoma (I.M. Johnst.) I.M. Johnst.